# Олімпійська (станція метро)
50°25′55″ пн. ш. 30°30′59″ сх. д. / 50.43194° пн. ш. 30.51639° сх. д.
«Олімпі́йська» — 23-тя станція Київського метрополітену, розташована на Оболонсько-Теремківській лінії між станціями «Площа Українських героїв» і «Палац „Україна“». Відкрита 19 грудня 1981 року під назвою «Республіканський стадіон». Сучасна назва — з 11 липня 2011 року, від розташованого неподалік НСК «Олімпійський».

## Конструкція
Конструкція станції — пілонна трисклепінна з острівною платформою.
Колійний розвиток: пошерстний з'їзд з боку станції «Палац Україна».
Має три підземні зали — середній і два зали з посадковими платформами. Зали станції сполучені між собою низкою проходів-порталів, які чергуються з пілонами. Середній зал за допомогою ескалаторного тунелю з тристрічковим одномаршевим ескалатором сполучений із підземним вестибюлем, який прямує до підземного переходу під Великою Васильківською вулицею. Наземний вестибюль відсутній. Виходи до НСК «Олімпійський» та готелю «Спорт» побудовані з урахуванням чіткого розмежування руху пасажирів зустрічних потоків.

## Опис
Пілони надтонкі. Враховуючи великий пасажиропотік в період спортивних заходів — всі пройми відкриті. У торці центрального залу художня композиція у формі олімпійського вогню, облицьована смальтою червоного та синього кольорів різних відтінків. Пілони та стіни облицьовані сірим мармуром, що дає відчуття недостатнього освітлення. Згідно з проектом стіни повинні були бути білими, але білого мармуру не вистачило. За об'ємно-просторовим рішенням, формами архітектурних деталей та поєднанням кольорів опоряджувальних матеріалів створюється загальне враження гостроти і динамічності.
Деякий час після відкриття станції світильники у центральному залі і бра на посадкових платформах мали молочно-білі скляні плафони циліндричної форми, а на композиції у торці залу були відсутні олімпійські кільця.

## Пасажиропотік
| Рік                           | 2009 | 2011 | 2012 | 2013 | 2014 | 2015 | 2016 | 2017 | 2018 |
| ----------------------------- | ---- | ---- | ---- | ---- | ---- | ---- | ---- | ---- | ---- |
| Пасажиропотік, тис. осіб/добу | 38,6 | 31,3 | 31,9 | 33,0 | 31,3 | 30,2 | 30,6 | 31,2 | 31,2 |

## Галерея

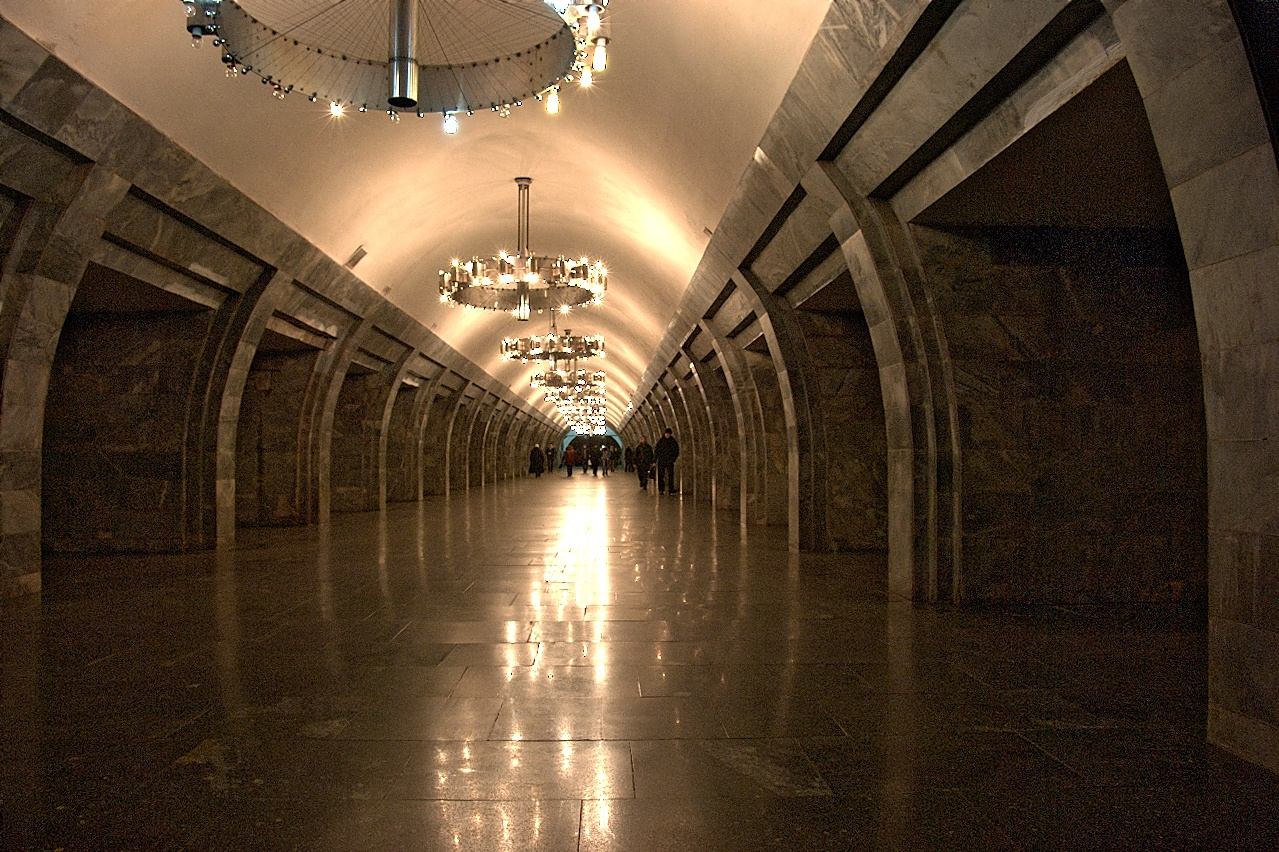
Центральний зал, вигляд в бік ескалаторів
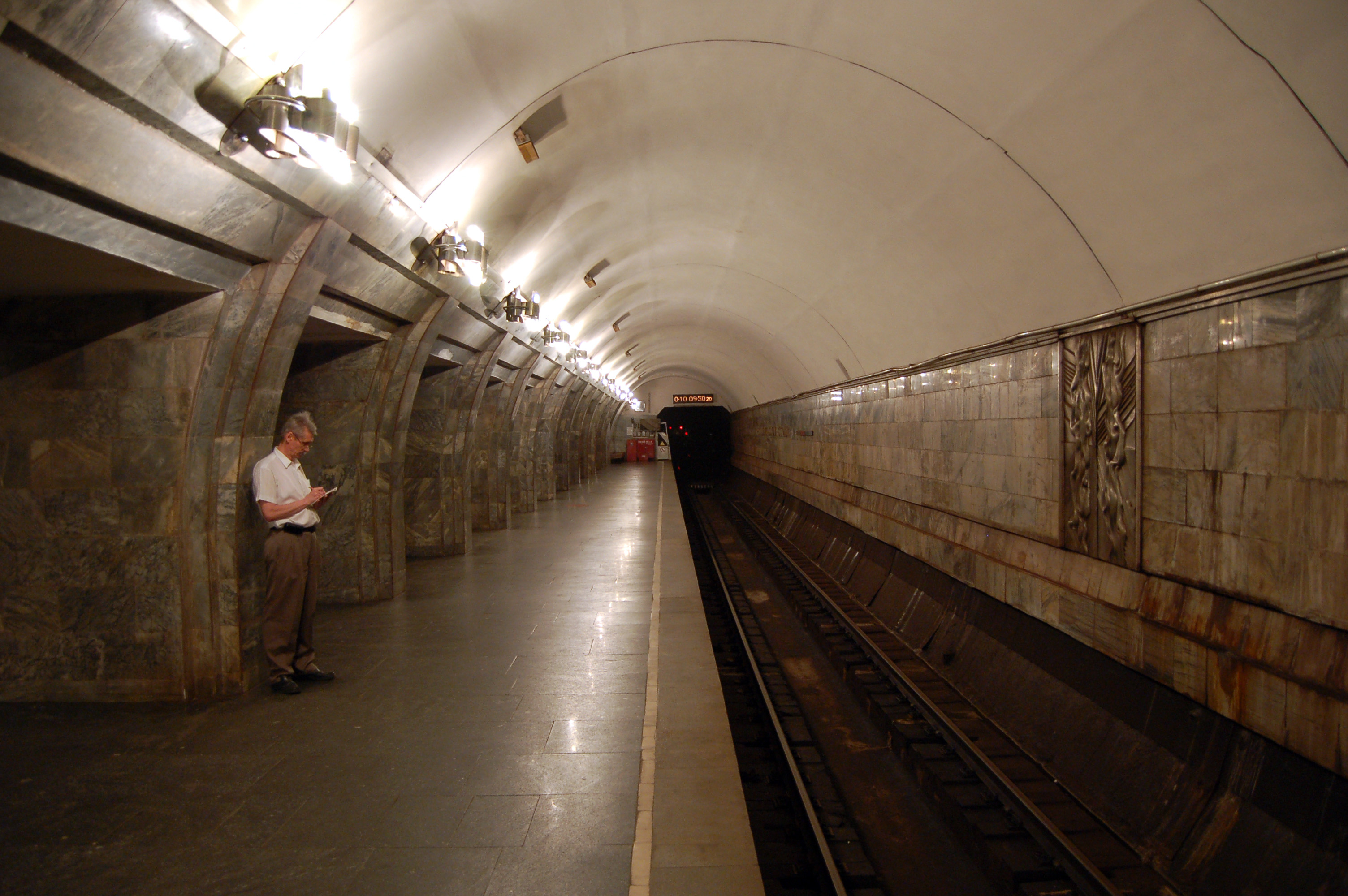
Посадкова платформа
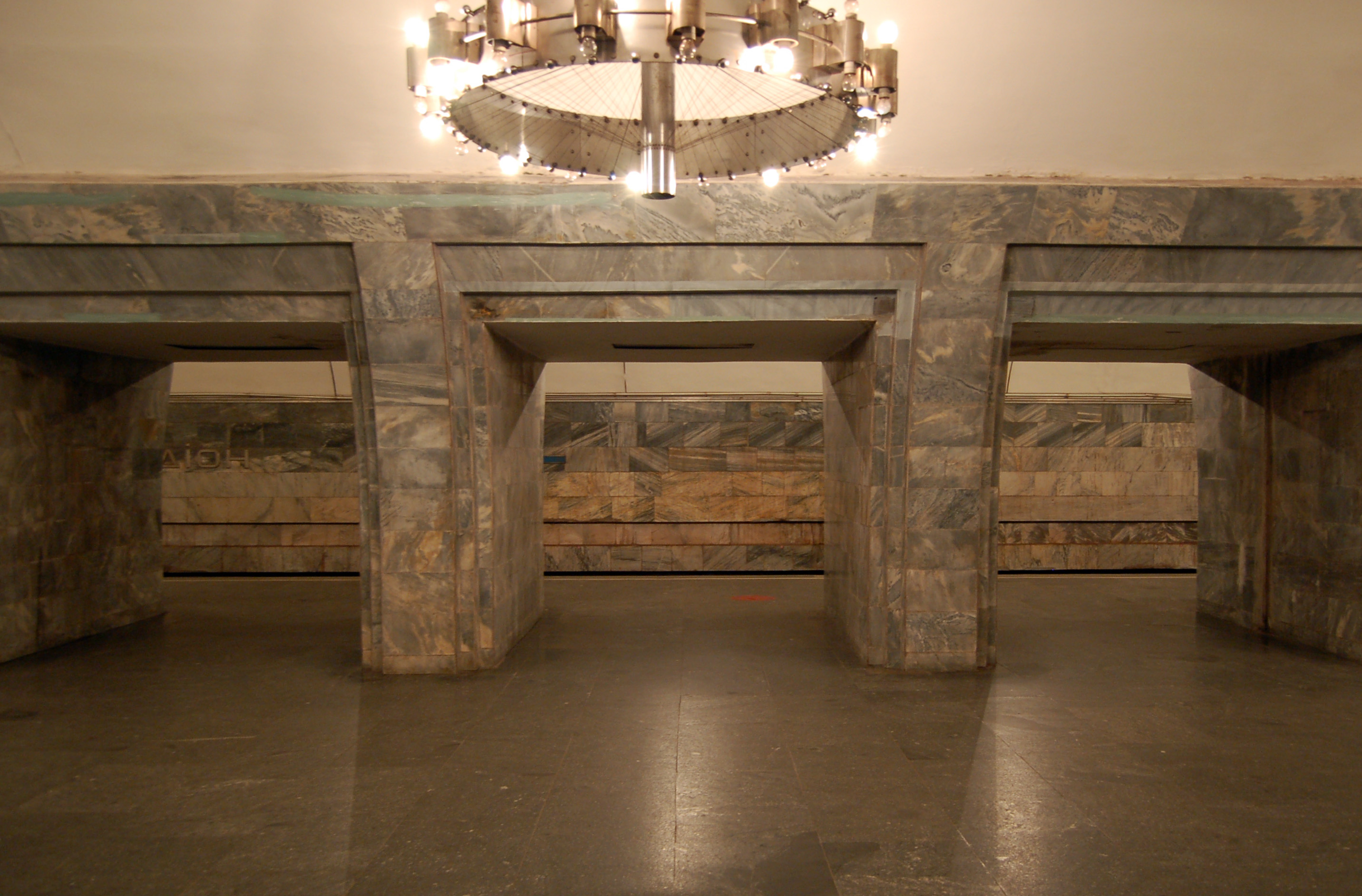
Форма пілонів
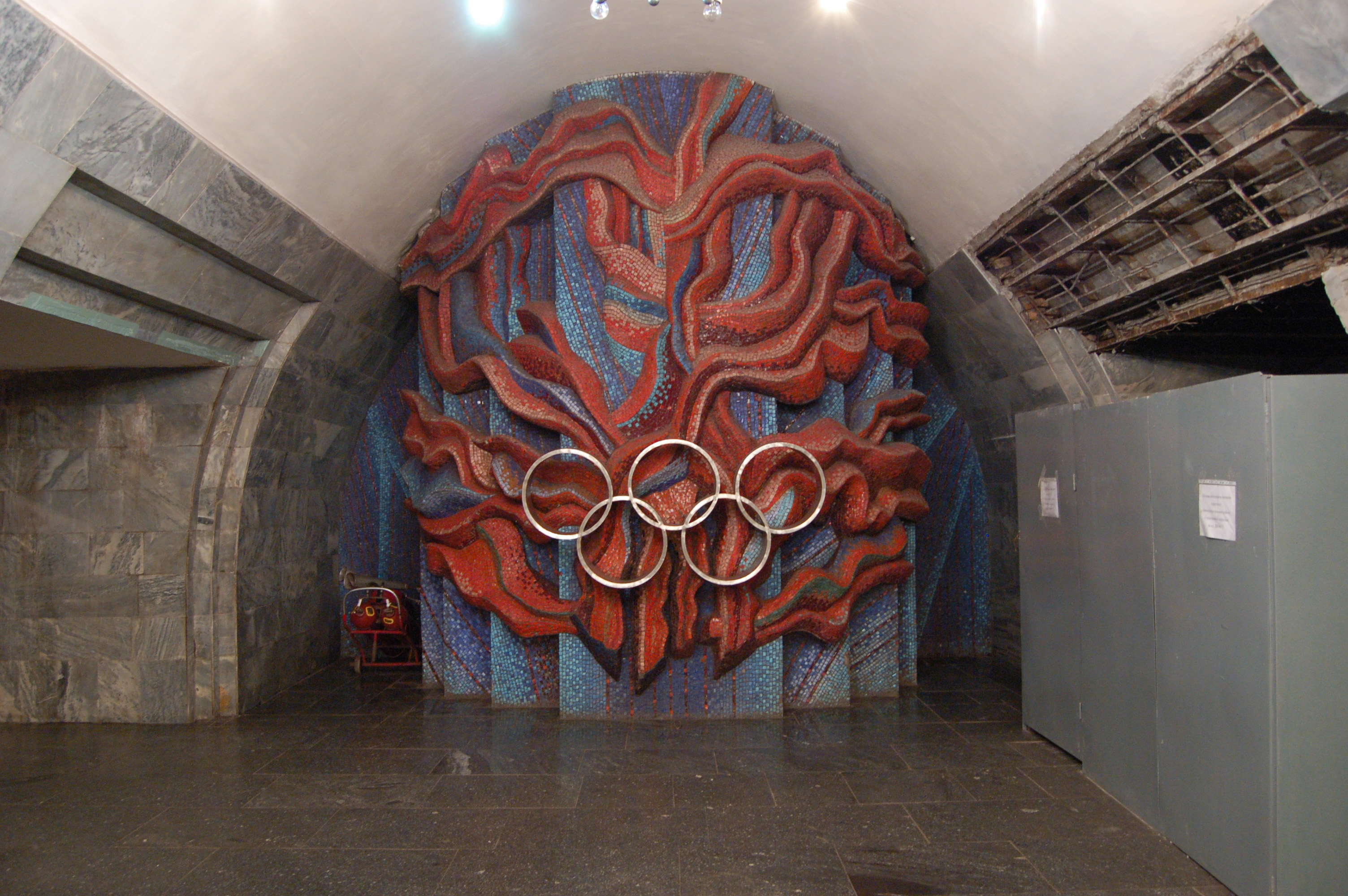
Композиція у торці центрального залу
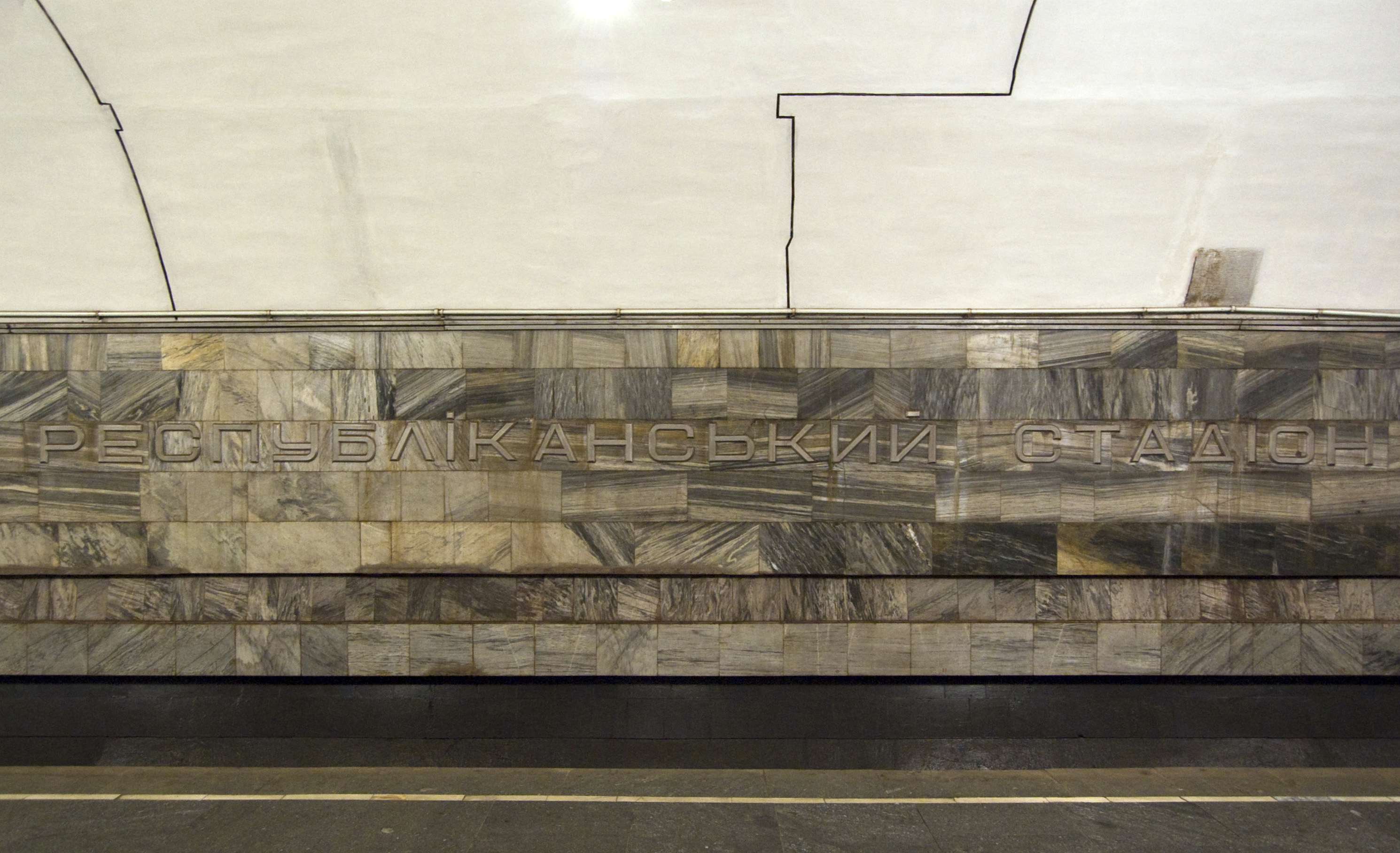
Колишня назва на колійній стіні (до 11 липня 2011)
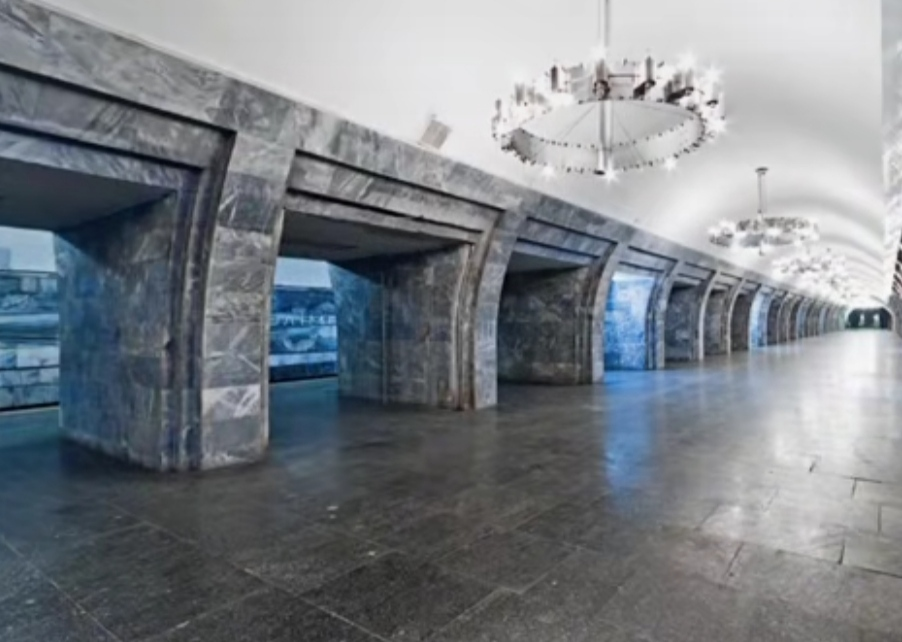
Оновлена назва на колійній стіні
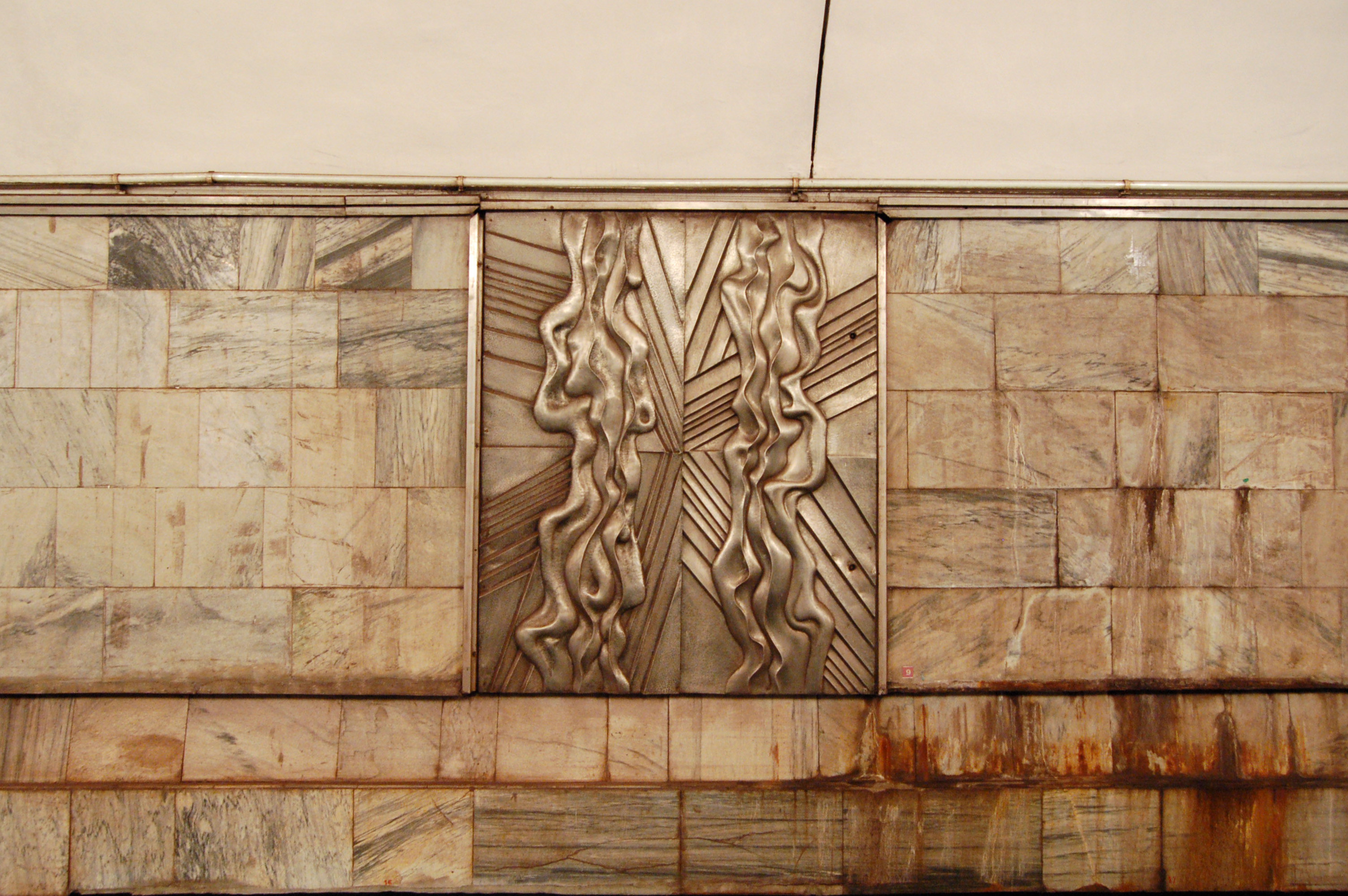
Дверцята на колійній стіні
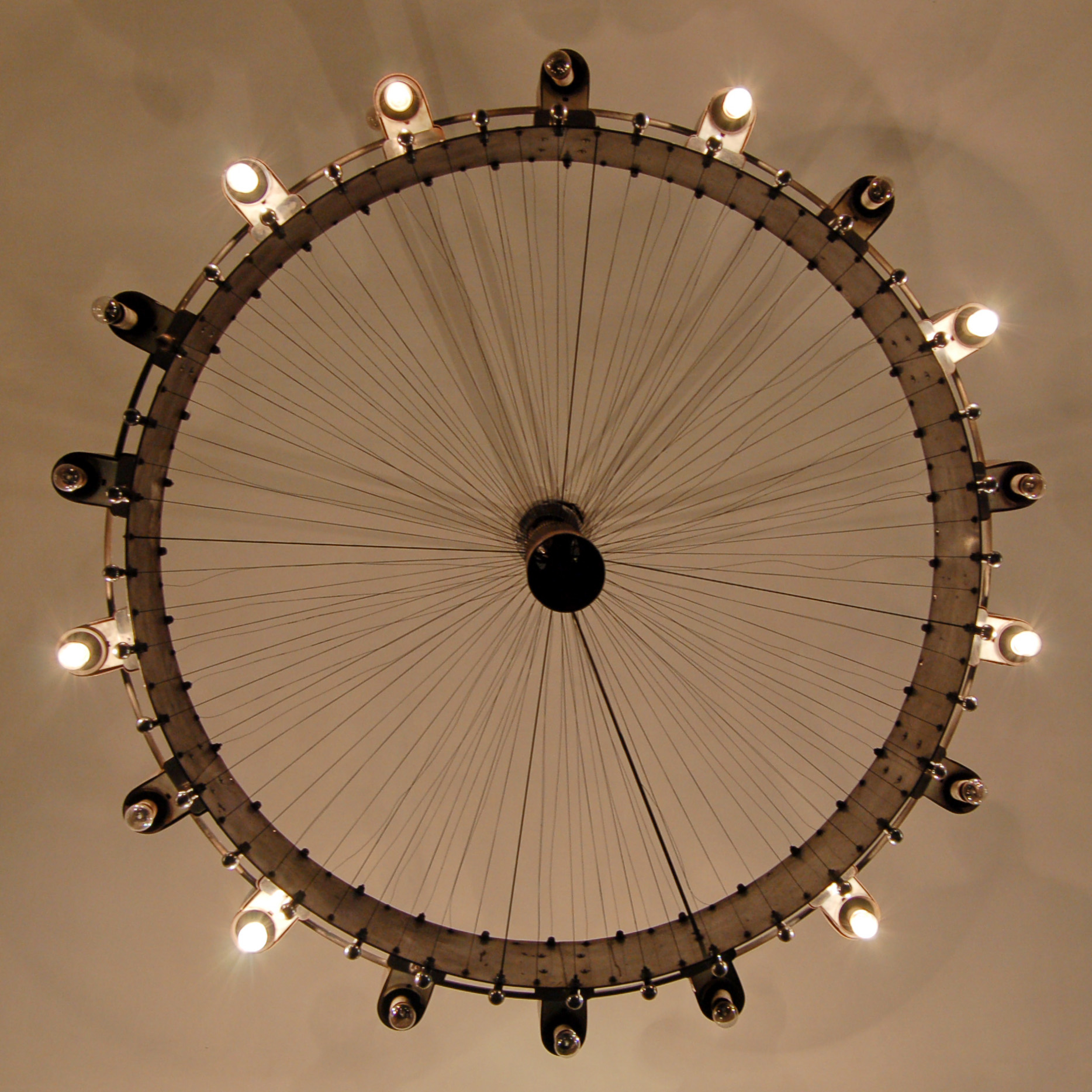
Світильник у центральному залі
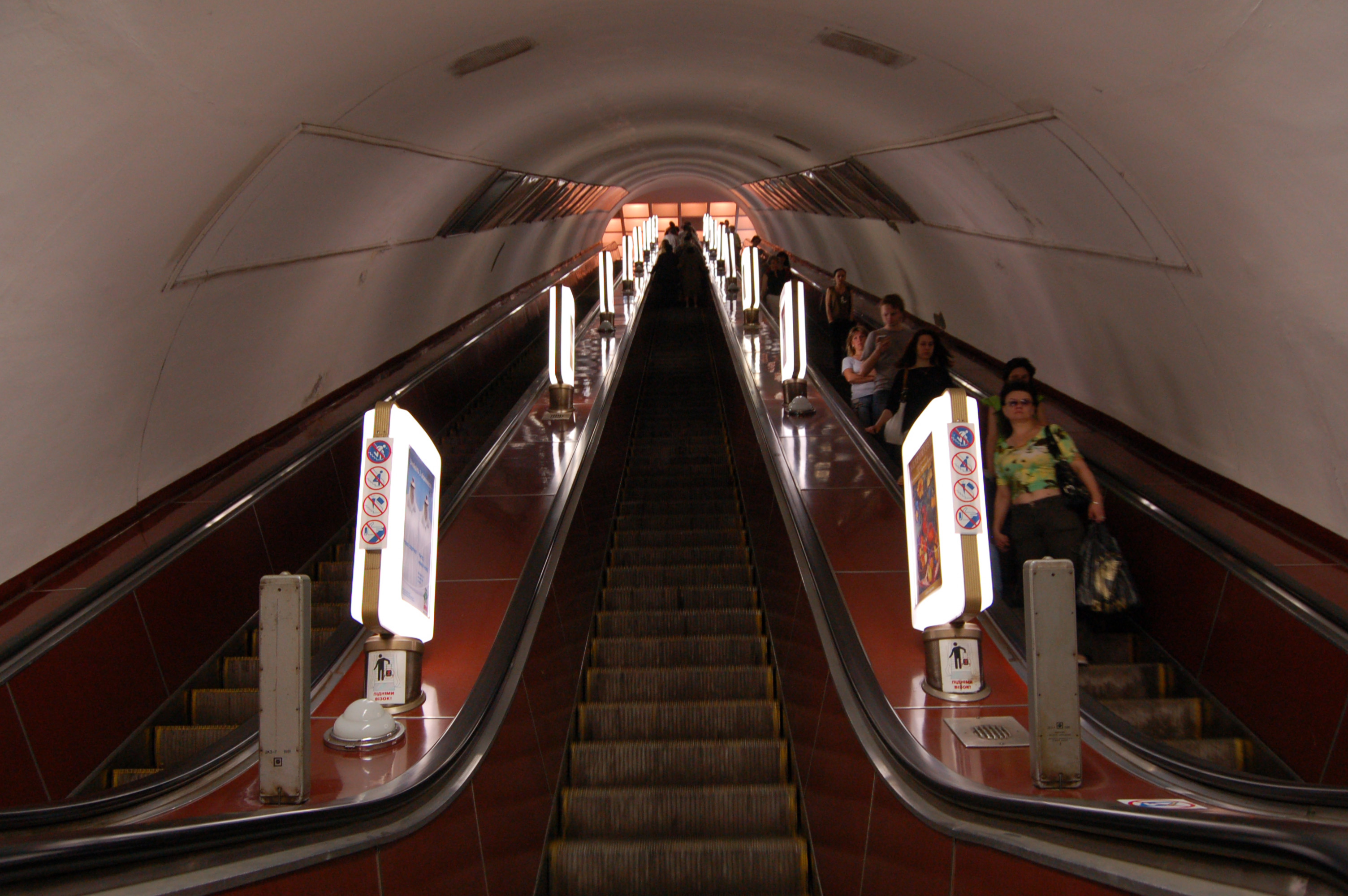
Ескалаторний тунель
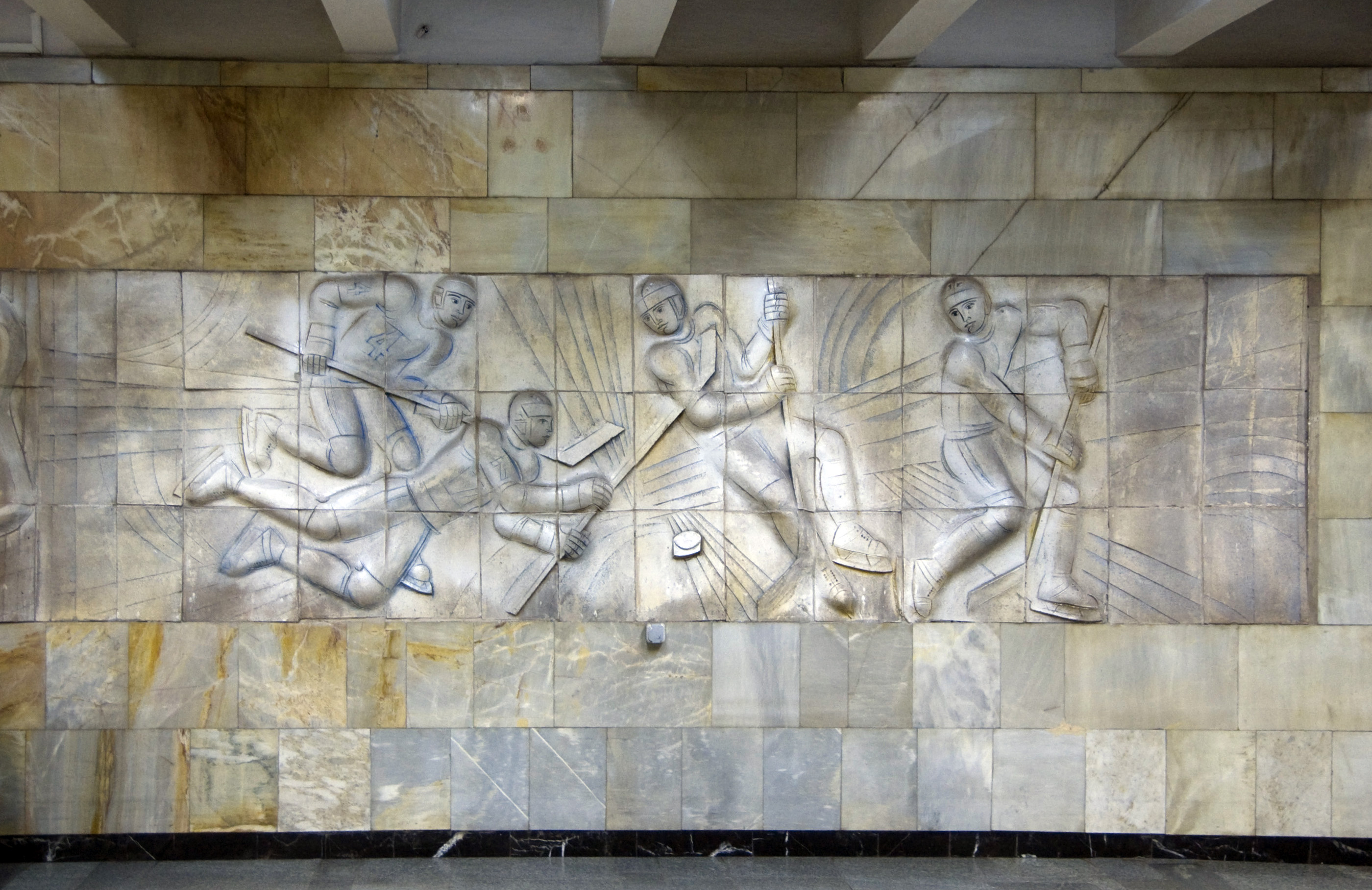
Барельєф «Хокей із шайбою» у касовому залі
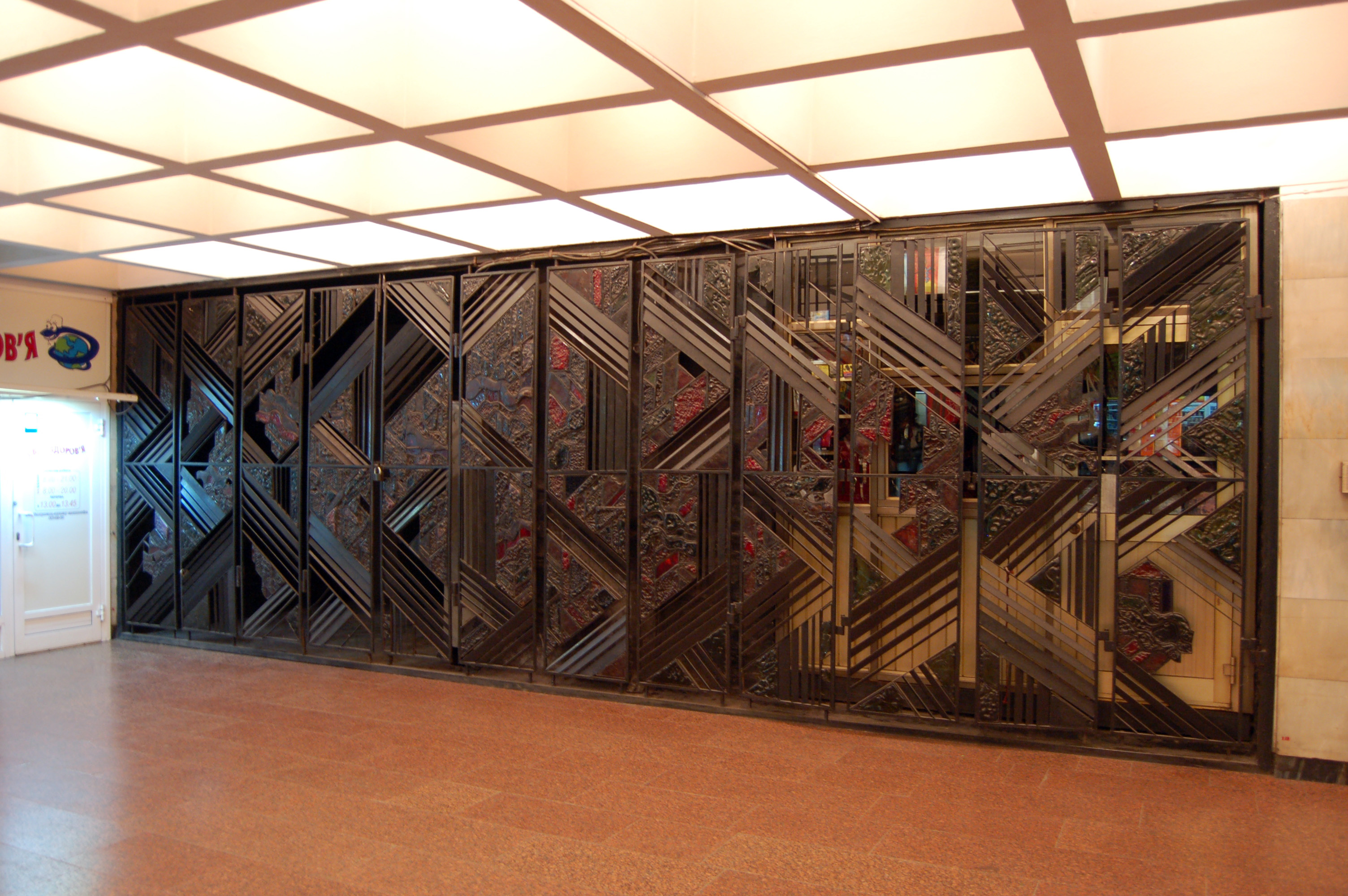
Декоративні ґрати у підземному вестибюлі